# Anthony LaPaglia
Anthony LaPaglia (Adelaide, 1959. január 31. –) Golden Globe-, Primetime Emmy- és Tony-díjas ausztrál színpadi és filmszínész.
2004-ben a Nyomtalanul (2002–2009) című drámasorozattal, Jack Malone szerepével nyert Golden Globe-díjat. A Frasier – A dumagép vendégszerepe 2002-ben egy Primetime Emmy-díjat hozott számára.
1998-ban Tony-díjat vehetett át Arthur Miller Pillantás a hídról című darabjában nyújtott alakításával. Fontosabb filmes szereplései közé tartozik a Savanyú a szülő (1990), A zenebirodalom visszavág (1995), az Ősz New Yorkban (2000), a Lantana – Szövevény (2001) és az Annabelle 2. – A teremtés (2017).

## Pályafutása
1985-ben kapta első televíziós szerepét a Steven Spielberg által megalkotott Amazing Stories antológiasorozat egy epizódjában. Filmes debütálására a Hideg acél című 1987-es bűnügyi filmdrámában került sor. 1988-ban a chicagói gengsztert, Frank Nittit formálhatta meg A második Al Capone című tévéfilmben. A Savanyú a szülő (1989) című romantikus vígjátékban is egy bűnözőt alakított. Az 1991-es A bűn utcájában, mely megtörtént esetet, a New York-állambeli lottó első nyertesének történetét dolgozta fel, Danny Aiello és Lainie Kazan oldalán tűnt fel.
Az 1990-es évek folyamán szerepelt a Harapós nő (1992) című horrorvígjátékban, az Elbaltázott nászéjszaka (1993) című romantikus vígjátékban, Az ügyfél (1994) című jogi thrillerben és A zenebirodalom visszavág (1995) című vígjáték-drámában. Eközben a Murder One című jogi drámasorozat második évadjának főszereplőjét, Jimmy Wylert is ő alakíthatta. LaPaglia neve is felmerült, amikor Tony Soprano szerepére kerestek színészt a Maffiózók című sorozatba. Színpadi elfoglaltságai miatt azonban visszautasította a szerepet. 1997–98 között Arthur Miller Pillantás a hídról című darabjában lépett fel a főszereplő Eddie Carbone-ként: 1998-ban Tony-díjat kapott, mint legjobb férfi főszereplő színdarabban.
1999-ben Spike Lee ráosztotta egy New York-i rendőr szerepét az Egy sorozatgyilkos nyara című rendezésében. 2000 és 2004 között a Frasier – A dumagép szituációs komédia visszatérő szereplője volt, összesen nyolc epizódban. Simon Moon megformálásáért  háromszor jelölték Primetime Emmy-díjra, 2002-ben át is vehette azt legjobb komikus vendégszínész kategóriában.

## Filmográfia

### Film
| Év   | Magyar cím                       | Eredeti cím                                   | Szerep                               | Magyar hang          |
| ---- | -------------------------------- | --------------------------------------------- | ------------------------------------ | -------------------- |
| 1987 | Hideg acél                       | Cold Steel                                    | 'Spooky'                             |                      |
| 1989 | New York rabszolgái              | Slaves of New York                            | Henry                                |                      |
| 1989 |                                  | Mortal Sins                                   | Vito                                 |                      |
| 1990 | Savanyú a szülő                  | Betsy's Wedding                               | Stevie Dee                           | Csankó Zoltán        |
| 1991 | Mondom vagy mondod               | He Said, She Said                             | Mark                                 | Szabó Sipos Barnabás |
| 1991 | Egy jó zsaru                     | One Good Cop                                  | Stevie Diroma nyomozó                | Szalma Tamás         |
| 1991 | A bűn utcája                     | 29th Street                                   | Frank Pesce Jr.                      |                      |
| 1992 | Suttogások a sötétben            | Whispers in the Dark                          | Larry Morgenstern                    |                      |
| 1992 | Harapós nő                       | Innocent Blood                                | Joe Gennaro                          | Forgács Péter        |
| 1993 | Elbaltázott nászéjszaka          | So I Married an Axe Murderer                  | Tony Giardino                        | Barbinek Péter       |
| 1993 | Törvényes gazemberek             | The Custodian                                 | James Quinlan őrmester               | Sörös Sándor         |
| 1994 | Az ügyfél                        | The Client                                    | Barry 'Penge' Muldano                | Selmeczi Roland      |
| 1994 | Szív és lábtörést                | Lucky Break                                   | Eddie Mercer                         | Széles László        |
| 1994 | Gyilkos – Az ölés művészete      | Bulletproof Heart                             | Mick                                 |                      |
| 1994 | Segítség, karácsony!             | Mixed Nuts                                    | Felix                                | Czvetkó Sándor       |
| 1995 | A zenebirodalom visszavág        | Empire Records                                | Joe Reaves                           | Sztarenki Pál        |
| 1995 | Kaméleon                         | Chameleon                                     | Willie Serling                       |                      |
| 1996 | Bárbajnokok                      | Trees Lounge                                  | Rob                                  | Czvetkó Sándor       |
| 1996 |                                  | Brilliant Lies                                | Gary Fitzgerald                      |                      |
| 1997 |                                  | Commandments                                  | Harry Luce                           |                      |
| 1998 | Zsaruszerencse                   | Phoenix                                       | Mike Henshaw nyomozó                 | Epres Attila         |
| 1999 | Egy sorozatgyilkos nyara         | Summer of Sam                                 | Lou Petrocelli nyomozó               | Rosta Sándor         |
| 1999 | A világ második legjobb gitárosa | Sweet and Lowdown                             | Al Torrio                            | Reviczky Gábor       |
| 2000 | Botcsinálta ügynök               | Company Man                                   | Fidel Castro                         |                      |
| 2000 | Nem ér a nevem                   | Looking for Alibrandi                         | Michael Andretti                     |                      |
| 2000 | Az Öröm háza                     | The House of Mirth                            | Sim Rosedale                         | Jakab Csaba          |
| 2000 | Ősz New Yorkban                  | Autumn in New York                            | John                                 | Sörös Sándor         |
| 2001 |                                  | Jack the Dog                                  | Jack ügyvédje                        |                      |
| 2001 | Lantana – Szövevény              | Lantana                                       | Leon Zat nyomozó                     | Szerednyey Béla      |
| 2001 | A bank                           | The Bank                                      | Simon O'Reily                        | Csankó Zoltán        |
| 2002 | Igazság helyett                  | The Salton Sea                                | Al Garcetti                          | Besenczi Árpád       |
| 2002 | Lóhalálában                      | Dead Heat                                     | Ray LaMarr                           | Kapácsy Miklós       |
| 2002 | A kárhozat útja (törölt jelenet) | Road to Perdition                             | Al Capone                            |                      |
| 2002 | Lucy a csajom                    | I'm with Lucy                                 | Bobby Staley                         | Csík Csaba Krisztián |
| 2002 | A torony hősei                   | The Guys                                      | Nick                                 | Csankó Zoltán        |
| 2002 | Még egy kis pánik                | Analyze That                                  | Anthony Bella / Nicky Caesar (cameo) | Seress Zoltán        |
| 2003 |                                  | Manhood                                       | Jack ügyvédje                        |                      |
| 2003 | Boldog órák                      | Happy Hour                                    | Tulley                               |                      |
| 2003 | A Jelcin-projekt                 | Spinning Boris                                | Dick Dresner                         | Csankó Zoltán        |
| 2004 | Magunkra maradtunk               | Winter Solstice                               | Jim Winters                          |                      |
| 2006 | A rombolás ideje                 | The Architect                                 | Leo Waters                           | Sörös Sándor         |
| 2006 | A rombolás ideje                 | The Architect                                 | Leo Waters                           | Barbinek Péter       |
| 2006 |                                  | Played                                        | Drummond nyomozó                     |                      |
| 2006 | Táncoló talpak                   | Happy Feet                                    | Halfarkasvezér (hangja)              | Szersén Gyula        |
| 2008 |                                  | $9.99                                         | Jim Peck (hangja)                    |                      |
| 2009 | Balibo                           | Balibo                                        | Roger East                           | Csankó Zoltán        |
| 2010 | Az Őrzők legendája               | Legend of the Guardians: The Owls of Ga'Hoole | Dereng (hangja)                      | Faragó András        |
| 2011 | Superman és a Nap-expedíció      | All-Star Superman                             | Lex Luthor (hangja)                  |                      |
| 2011 | Táncoló talpak 2.                | Happy Feet Two                                | Halfarkasvezér (hangja)              | Szersén Gyula        |
| 2012 | Szálljon el a bánat!             | Overnight                                     | Tully                                | Harsányi Gábor       |
| 2012 |                                  | Mental                                        | Barry Moochmore                      |                      |
| 2014 | Egy jó házasság                  | A Good Marriage                               | Bob                                  |                      |
| 2014 |                                  | Big Stone Gap                                 | Spec Broadwater                      |                      |
| 2015 |                                  | Newcomer                                      | Daniel                               |                      |
| 2015 |                                  | A Month of Sundays                            | Frank Mollard                        |                      |
| 2015 |                                  | This Isn't Funny                              | Mike                                 |                      |
| 2015 |                                  | Holding the Man                               | Bob Caleo                            |                      |
| 2016 | Mindenáron gyilkos               | The Assignment                                | John 'Becsületes John' Hartunian     |                      |
| 2017 | Annabelle 2. – A teremtés        | Annabelle: Creation                           | Samuel Mullins                       | Csankó Zoltán        |
| 2018 |                                  | Toy Gun                                       | Gaetano Lolli                        |                      |
| 2021 |                                  | Nitram                                        | Nitram apja                          |                      |

### Televízió
| Év        | Magyar cím                       | Eredeti cím                          | Szerep                  | Megjegyzések                                                                            |
| --------- | -------------------------------- | ------------------------------------ | ----------------------- | --------------------------------------------------------------------------------------- |
| 1985      |                                  | Amazing Stories                      | szerelő                 | 1 epizód                                                                                |
| 1986      | Magnum                           | Magnum, P.I.                         | Albert Stanley Higgins  | 1 epizód                                                                                |
| 1986      | Alkonyzóna                       | The Twilight Zone                    | Punk                    | 1 epizód                                                                                |
| 1988      | A második Al Capone              | Nitti: The Enforcer                  | Frank Nitti             | - tévéfilm - magyar hangja: - Józsa Imre                                                |
| 1988      |                                  | Police Story: Gladiator School       | Petrelli őrmester       | tévéfilm                                                                                |
| 1988      |                                  | The Equalizer                        | ügynök                  | 1 epizód                                                                                |
| 1989      |                                  | A Man Called Hawk                    | Jesse                   | 1 epizód                                                                                |
| 1989      |                                  | Gideon Oliver                        | Raskin                  | 1 epizód                                                                                |
| 1989      |                                  | Hardball                             | Randy Stoltz            | 1 epizód                                                                                |
| 1990      | Dowling atya nyomoz              | Father Dowling Mysteries             | Paul Damon              | 1 epizód                                                                                |
| 1990      |                                  | Equal Justice                        | George Griffin          | 1 epizód                                                                                |
| 1990      | Bűnös vagy áldozat?              | Criminal Justice                     | David Ringel            | - tévéfilm - magyar hangja: - Szakácsi Sándor                                           |
| 1991      |                                  | The Brotherhood                      | Salvatore testvére      | tévéfilm                                                                                |
| 1991      | Véres angyal                     | Keeper of the City                   | Vince Benedetto         | - tévéfilm - magyar hangja: - Jakab Csaba                                               |
| 1991      | Mesék a kriptából                | Tales from the Crypt                 | Abel, kábeltévés        | 1 epizód                                                                                |
| 1992      |                                  | Black Magic                          | Ross Gage               | tévéfilm                                                                                |
| 1994      | Múlt idő                         | Past Tense                           | Larry Talbert           | tévéfilm                                                                                |
| 1996      | Sohase add fel: A Jimmy V sztori | Never Give Up: The Jimmy V Story     | Jimmy 'Jimmy V' Valvano | tévéfilm                                                                                |
| 1996–1997 |                                  | Murder One                           | Jimmy Wyler             | 18 epizód                                                                               |
| 1997      |                                  | Murder One: Diary of a Serial Killer | Jimmy Wyler             | minisorozat (6 epizód)                                                                  |
| 1997      |                                  | The Garden of Redemption             | Don Paolo Montale       | tévéfilm                                                                                |
| 1999      | A bűn királya                    | Lansky                               | Charlie 'Lucky' Luciano | - tévéfilm - magyar hangja: - Csankó Zoltán                                             |
| 1999      | Fekete és kék                    | Black and Blue                       | Bobby Benedetto         | - tévéfilm - magyar hangja: - Mihályi Győző                                             |
| 2000      |                                  | Normal, Ohio                         | David Le tour           | 1 epizód                                                                                |
| 2001      | Borotvaélen                      | On the Edge                          | Dr. Maas                | tévéfilm                                                                                |
| 2000–2004 | Frasier – A dumagép              | Frasier                              | Simon Moon              | 8 epizód                                                                                |
| 2002      |                                  | Nature                               | narrátor                | 1 epizód                                                                                |
| 2002–2009 | Nyomtalanul                      | Without a Trace                      | Jack Malone             | - főszereplő (160 epizód) - forgatókönyvíró (2 epizód) - magyar hangja: - Kertész Péter |
| 2007      | CSI: A helyszínelők              | CSI: Crime Scene Investigation       | Jack Malone             | 1 epizód                                                                                |
| 2012      |                                  | Americana                            | Robert Soulter          | tévéfilm                                                                                |
| 2013      |                                  | Boomerang                            | Bill Hamilton           | tévéfilm                                                                                |
| 2014      |                                  | Red Zone                             | ismeretlen szerep       | tévéfilm                                                                                |
| 2015      | Az Eichmann Show                 | The Eichmann Show                    | Leo Hurwitz             | tévéfilm                                                                                |
| 2016      |                                  | The Code                             | Jan Roth                | 6 epizód                                                                                |
| 2016      |                                  | Swedish Dicks                        | Jack                    | 1 epizód                                                                                |
| 2017      |                                  | Bad Blood                            | Vito Rizzuto            | 6 epizód                                                                                |
| 2017      |                                  | Sunshine                             | Eddie                   | minisorozat (4 epizód)                                                                  |
| 2017–2019 | Riviéra                          | Riviera                              | Constantine Clios       | 16 epizód                                                                               |
| 2018      | Veszett ügyek                    | Rake                                 | Linus                   | 2 epizód                                                                                |
| 2020      |                                  | Halifax: Retribution                 | Tom Saracen             | minisorozat (7 epizód)                                                                  |
| 2023      | A floridai férfi                 | Florida Man                          | Sonny Valentine         | - minisorozat - magyar hangja: - Csankó Zoltán                                          |

## Fordítás
- Ez a szócikk részben vagy egészben  az   Anthony LaPaglia című angol Wikipédia-szócikk fordításán alapul.  Az eredeti cikk szerkesztőit annak laptörténete sorolja fel. Ez a jelzés csupán a megfogalmazás eredetét és a szerzői jogokat jelzi, nem szolgál a cikkben szereplő információk forrásmegjelöléseként.